# 内蒙古自治区人民政府
内蒙古自治区人民政府（西里尔文转写：Өвөр Монголын өөртөө засах орны ардын засгийн газар），是中华人民共和国内蒙古自治区的省级地方行政机关和自治机关。

## 沿革
1949年11月23日内蒙古自治政府主席乌兰夫呈请中央人民政府政务院总理周恩来，为便于对内蒙古西部地区的领导，将内蒙古自治政府由乌兰浩特市迁驻张家口市。11月24日，周恩来总理批复，准予内蒙古自治政府迁驻张家口市。之后，内蒙古自治政府陆续迁驻张家口市。 12月23日开始办公。1950年6月25日迁移全部完毕。
内蒙古自治区东部区行政公署为1953年4月1日内蒙古自治区撤销呼纳盟、兴安盟和哲里木盟合并成立的行署专区，行政公署驻地乌兰浩特市。1954年5月21日撤销东部区行政公署，按原辖域恢复设立哲里木盟，将原兴安盟与呼纳盟辖域合并成立呼伦贝尔盟。
1954年，内蒙古自治区人民政府迁到归绥市，并改称呼和浩特市，定为内蒙古自治区首府。

## 历任领导

### 内蒙古政府主席
内蒙古自治区人民政府主席
- 乌兰夫（1947年5月—1955年4月）

内蒙古自治区人民政府主席
- 孔飞（1978年10月—1982年12月）
- 布赫（1982年12月—1993年5月）
- 乌力吉（1993年5月—1998年1月）
- 云布龙（1998年1月—2000年6月）
- 乌云其木格（2000年8月—2003年4月）
- 杨晶（2003年4月—2008年4月）
- 巴特尔（2008年4月—2016年3月）
- 布小林（2016年3月—2021年8月）
- 王莉霞（2021年8月—）

### 内蒙古政府常务副主席
……
- 任亚平（2006年12月—2010年11月）
- 潘逸阳（2010年11月—2015年1月）
- 符太增（2015年1月—2016年11月）
- 张建民（2016年11月—2018年7月）
- 马学军（2018年7月—2020年7月）
- 张韶春（2020年9月—2021年12月）
- 黄志强（2021年12月至今）

### 内蒙古政府副主席
……
- 艾丽华（2017年5月至今）
- 段志强（2018年1月—2019年12月）
- 欧阳晓晖（2018年1月—2021年3月）
- 李秉荣（2018年1月至今）
- 包钢（2018年7月—2021年9月）
- 郑宏范（2019年5月—2021年8月）
- 衡晓帆（2020年4月—2022年7月）
- 奇巴图（2020年7月至今）
- 张韶春（2020年9月—2023年1月）
- 包献华（2021年11月至今）
- 郑光照（2022年7月至今）
- 么永波（2022年12月至今）
- 代钦（2023年1月至今）
- 杨进（2023年1月至今）
- 白清元（2023年1月—2024年7月）
- 唐毅（2025年7月—）

### 内蒙古政府秘书长
……
- 牛玉儒（1993年5月—1996年11月）
- 张国民（1996年11月—1998年4月）
- 韩志然（1998年4月—2001年9月）
- 乌兰巴特尔（2001年9月—2010年4月）
- 常海（2010年4月—2013年4月）
- 邓月楼（2013年4月—2016年12月）
- 包振玉（2016年12月—2020年11月）
- 郑东波（2021年9月至今）

## 职权
根据《中华人民共和国地方各级人民代表大会和地方各级人民政府组织法》第七十三条，县级以上的地方各级人民政府行使下列职权：
1. 执行本级人民代表大会及其常务委员会的决议，以及上级国家行政机关的决定和命令，规定行政措施，发布决定和命令；
2. 领导所属各工作部门和下级人民政府的工作；
3. 改变或者撤销所属各工作部门的不适当的命令、指示和下级人民政府的不适当的决定、命令；
4. 依照法律的规定任免、培训、考核和奖惩国家行政机关工作人员；
5. 编制和执行国民经济和社会发展规划纲要、计划和预算，管理本行政区域内的经济、教育、科学、文化、卫生、体育、城乡建设等事业和生态环境保护、自然资源、财政、民政、社会保障、公安、民族事务、司法行政、人口与计划生育等行政工作；
6. 保护社会主义的全民所有的财产和劳动群众集体所有的财产，保护公民私人所有的合法财产，维护社会秩序，保障公民的人身权利、民主权利和其他权利；
7. 履行国有资产管理职责；
8. 保护各种经济组织的合法权益；
9. 铸牢中华民族共同体意识，促进各民族广泛交往交流交融，保障少数民族的合法权利和利益，保障少数民族保持或者改革自己的风俗习惯的自由，帮助本行政区域内的民族自治地方依照宪法和法律实行区域自治，帮助各少数民族发展政治、经济和文化的建设事业；
10. 保障宪法和法律赋予妇女的男女平等、同工同酬和婚姻自由等各项权利；
11. 办理上级国家行政机关交办的其他事项。

## 机构设置
根据《内蒙古自治区机构改革方案》，除内蒙古自治区人民政府办公厅外，内蒙古自治区人民政府设置组成部门22个，直属特设机构1个，直属机构12个，部门管理机构7个。
内蒙古自治区人民政府设置下列机构：
- 内蒙古自治区人民政府办公厅

### 组成部门
- 内蒙古自治区发展和改革委员会
- 内蒙古自治区教育厅
- 内蒙古自治区科学技术厅
- 内蒙古自治区工业和信息化厅
- 内蒙古自治区民族事务委员会
- 内蒙古自治区公安厅
- 内蒙古自治区民政厅
- 内蒙古自治区司法厅
- 内蒙古自治区财政厅
- 内蒙古自治区人力资源和社会保障厅
- 内蒙古自治区自然资源厅
- 内蒙古自治区生态环境厅
- 内蒙古自治区住房和城乡建设厅
- 内蒙古自治区交通运输厅
- 内蒙古自治区水利厅
- 内蒙古自治区农牧厅
- 内蒙古自治区商务厅
- 内蒙古自治区文化和旅游厅
- 内蒙古自治区卫生健康委员会
- 内蒙古自治区退役军人事务厅
- 内蒙古自治区应急管理厅
- 内蒙古自治区审计厅

（教育厅挂教育工委牌子；民族事务委员会挂蒙古语文工作委员会牌子。）

### 直属特设机构
- 内蒙古自治区人民政府国有资产监督管理委员会

### 直属机构
- 内蒙古自治区市场监督管理局
- 内蒙古自治区广播电视局
- 内蒙古自治区体育局
- 内蒙古自治区统计局
- 内蒙古自治区能源局
- 内蒙古自治区政府研究室
- 内蒙古自治区林业和草原局
- 内蒙古自治区国防动员办公室
- 内蒙古自治区医疗保障局（副厅级）
- 内蒙古自治区信访局
- 内蒙古自治区政务服务与数据管理局

（市场监督管理局挂食品药品安全委员会办公室、知识产权局牌子；政府研究室挂参事室牌子；国防动员办公室挂人民防空办公室牌子；政府外事办公室与自治区党委外事工作委员会办公室合署办公，不计入机构限额。）

### 部门管理机构
- 内蒙古自治区监狱管理局，由自治区司法厅管理。
- 内蒙古自治区粮食和物资储备局，由自治区发展改革委管理。
- 内蒙古自治区口岸管理办公室，由自治区商务厅管理。
- 内蒙古自治区药品监督管理局，由自治区市场监管局管理。
- 内蒙古自治区文物局，由自治区文化和旅游厅管理。
- 内蒙古自治区矿山安全监管局，由自治区发展改革委管理。

### 直属事业单位
- 内蒙古自治区供销合作社联合社
- 内蒙古自治区住房资金管理中心
- 内蒙古自治区文史研究馆
- 内蒙古自治区大数据中心
- 实践杂志社
- 内蒙古自治区公共资源交易管理服务中心
- 内蒙古广播电视台
- 内蒙古广播电视大学
- 内蒙古自治区农牧业科学院

（内蒙古广播电视大学挂内蒙古现代远程开放教育中心、内蒙古老年开放大学牌子。）

### 派出机构
- 内蒙古大兴安岭重点国有林管理局